# 宍戸錠
宍戸 錠（ししど じょう、（英：Joe Shishido）1933年〈昭和8年〉12月6日 - 2020年〈令和2年〉1月18日）は、日本の俳優・タレント・司会者。血液型はB型。宍戸錠事務所所属。愛称は「エースのジョー」。
妻はエッセイスト、宍戸游子。宍戸開は長男、宍戸史絵（現・紫しえ）は長女、郷鍈治は実弟、ちあきなおみは義妹（実弟・郷鍈治の妻）。大阪府桜宮（現在の大阪市都島区）出身。宮城県白石高等学校卒業、日本大学藝術学部演劇科中退。

## 来歴
父親は現在の福島県伊達市出身。錠によれば母親は神奈川県横浜市出身だが、母親自身の話では父が台湾総督の副官であり、台湾で生まれ、父の転勤で日本へ戻り、静岡県浜松市で育ったと述べている。横浜高女時代に関東大震災に遭い、一家で滋賀県大津市に疎開したが、田舎暮らしを嫌い、20歳の時に単身大阪に出て、海上火災という会社に勤める。この時期に、自身と同じく関東大震災で大阪に居を移し、大阪のアーサー・バルファーという商社に勤めていた父が同じビルで働いていたことで知り合い、結婚したという。父はその後、工作機械を扱う会社を起業して独立し、満州事変の特需で250万円の収益を得た。この後、「錠」は大阪で出生。「錠」という名前の由来は宍戸家が子沢山だったため、『この子を最後の子にしたい（子作りに錠前を掛ける）』という両親の思いがあったからだという。家のあった桜宮は下請けの町工場と温泉マークがあったため、環境に悪いと3歳から5歳の頃、家族で東京滝野川へ移り住む。父は仕事を辞めその後は亡くなるまで定職に就かず、1300坪ほどの家を建て、一家は裕福な生活を送る。当時は300円で家が一軒買えた時代だったが、滝野川の家は10万円で購入した。1970年頃の価値で、5～6億円はしたという。
小学6年生の頃に東京大空襲で敷地に焼夷弾240発が落とされて自宅が全焼し、跡地はドサクサに紛れた何者かに居座られ、奪われてしまう。遠い親戚を頼り宮城県斎川村（現在の白石市）に疎開する。当地に父が家を建て、高校卒業まで当地で育つ。
勉強もスポーツもよく出来、高校ではバスケットボール部に所属。映画鑑賞にも熱心で、プロ野球選手か、実業団で野球をやるか、俳優になるか考えた末、1952年の高校卒業後、早稲田で演劇をやろうと決意する。しかし受験に失敗、日本大学藝術学部に進む。同期にケーシー高峰、砂塚秀夫、赤江瀑、嵐徳三郎ら。
大学2年の1954年、日活ニューフェイス（第1期生）に合格、大学を中退し3月15日付で日活に入社。

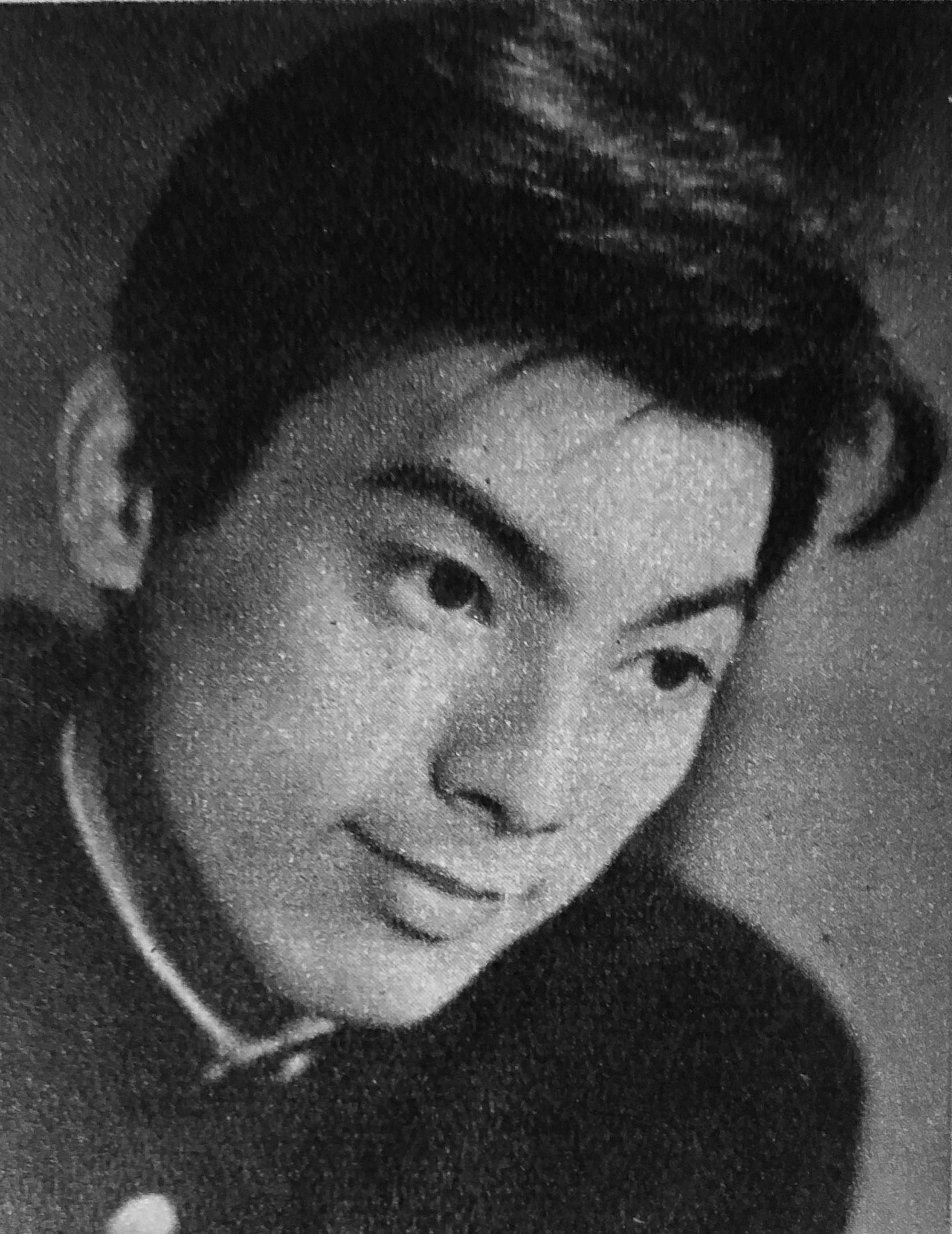
『警察日記』（1955年）

1955年、『警察日記』での若い巡査役で銀幕デビュー。この頃は線の細い美青年だったが、1956年にトレードマークとなる豊頬手術を受ける。本人は「それはそれでいいんですが、一方ではもし整形しなかったら、もっとすごい俳優になれていたかもしれないっていう意識も常にあったんですよ」と述懐するが、これを機に「アクの強い役＝悪役」への転向を果たした。
1962年に游子（昌子）と結婚し、3人の子を儲ける。宍戸開は長男である。
1966年、鈴木恂の設計で邸宅を建てる。
1992年、弟の郷鍈治が病死。
2001年、豊頬の際に注入された異物（オルガノーゲン）を摘出手術で取り除いた。摘出手術に踏み切った理由を「理由の一つに、僕は70歳を前にして普通のジジイの顔になりたくてやっただけ」と語っていた。
映画や創生期のテレビドラマ『事件記者』などに出演。タフでハードボイルドな役柄で小林旭らと共に名を知られ、日活アクション映画の需要もあって、「エースのジョー」と呼ばれて親しまれた。エースのジョーのニックネームは日活の宣伝部員によって名付けられ、これは宍戸が「ハリウッドの3流ギャング映画的な『殺し屋ジョー』でやりたい」というリクエストに応えたものだった。

宍戸が考案した「チッチッチッ」のジェスチャー（他人の発言や行動をたしなめる仕草）

1971年、日活との専属契約を打ち切りフリーとなる。テレビへと活動の場を移し、テレビドラマの他に『巨泉・前武ゲバゲバ90分!』に出演したり息子と『くいしん坊!万才』のレポーターを務めた。
2006年、息苦しさを感じ、心臓血管研究所付属病院での検査の結果、虚血性心不全と診断されて即入院。冠状動脈カテーテル・バルーン手術を受けた。
2010年4月16日、妻・游子が癌のため死去。
2013年2月4日、1966年に建築した自宅が全焼、妻の死去後は独り暮らしで外出時の出火だった。直後のホテル住まいを経て、翌月からは賃貸マンションで暮らした。消防署の調べでは古い電熱器のコードが原因だと判明。この火事で思い出の品々や過去の衣装、日用の衣類までほぼすべて失い、本人は「しょうがない、今後の衣服はユニクロで我慢するか」と語った。
2020年1月18日、虚血性心疾患のため東京都内の自宅で死去。86歳没。1月21日未明に東京都世田谷区にある自宅で倒れている宍戸が発見され、警察や救急隊により死亡が確認された。
2021年、第44回日本アカデミー賞会長特別賞を受賞。

## 人物

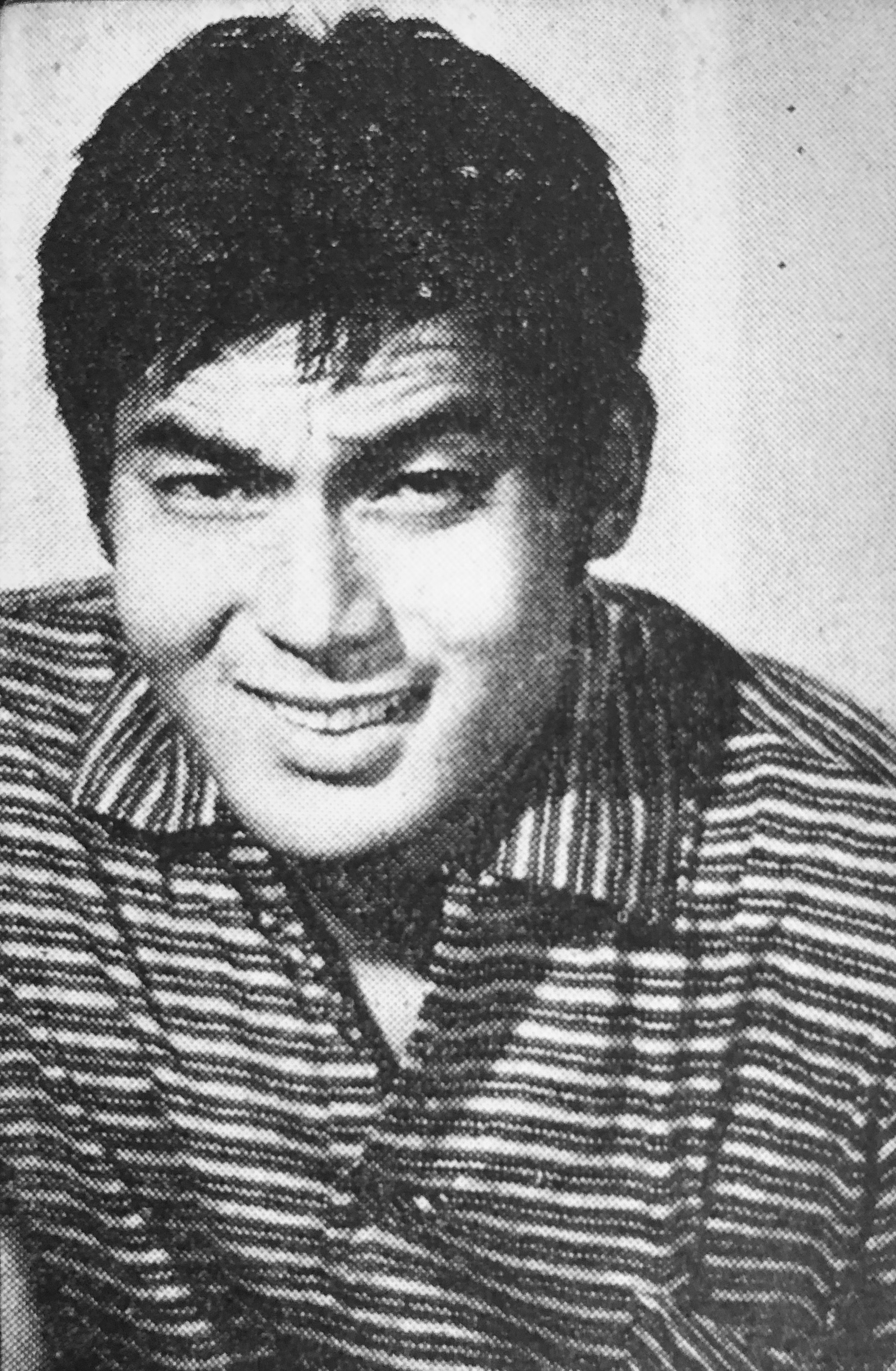
『ヒッチコック・マガジン』1961年5月増刊号より

- 洋画吹替の仕事もこなしており、デニス・ウィーバーやバート・ランカスターを担当している。小原乃梨子によると缶ビールを飲みながら収録を行うこともあったが、誰一人として「エースのジョー」に物申すスタッフはいなかったという[17]。
- 英国のファッションブランド「トムモリス」のファンで愛用者。
- 愛称「エースのジョー」は自身がトランプを趣味としていたことから[18]。
- 豪快な性格でも知られた。飼い犬の名前も「俺は強い名前が好きなんだ」と豪語していた通り、雌のパグに「ムサシマルコ」、雌のシェパード「サダムフセインコ」と命名した[18]。
- 自宅全焼については当初、その2年前に自身の飼っていた番犬が既に死んでいたことから放火である事を主張した。宍戸は取材に対して「（犯人を）捕まえて犬に食わしてやる!」と怒りを露わにしていた[19]。
- 整形による役作りだけではなく身体能力にも定評があり、日活でも小林旭とともに一、二を争うアクションの腕前の持ち主であった。野球選手を演じた映画『川上哲治物語 背番号16』で、「ジャイアンツの二軍でなら通用する」と言われたほど若い頃の宍戸の身体能力は抜群だった[20]。
- 一番の役者は宮根誠司であると、生前語っていた。宮根は「ビビった」と番組の中で語っている。また宮根は「事務所の社長から住所を聞いて、お手紙を書いた」と礼状をしたためて「ご覧になっているんだと、嬉しかった」とも語っている[21]。
- 「巨泉・前武ゲバゲバ90分!」で一緒に仕事をした喰始によると、宍戸はコントの収録中、プロデューサーに怒鳴られても、決して言い返さず次に活かしていた。また、忘年会の2次会の店も率先して予約するなど腰の低い人であったと語っている[22]。
- 殺し屋を演じることにずっとこだわってきた宍戸錠の「最も好きな出演作」は『拳銃は俺のパスポート』（1967年／野村孝監督）。最後の夢は「90歳で殺し屋の役をやること」だった[23]。

## 出演作品

### 映画
- 警察日記（1955年、日活）
- 銀座の女（1955年、日活）
- おふくろ（1955年、日活）
- 女中ッ子（1955年、日活）
- 青空の仲間（1955年、日活）
- 月夜の傘（1955年、日活）
- 沙羅の花の峠（1955年、日活）
- 顔役（1955年、日活）
- 第8監房（1956年、日活）
- 朝やけ決戦場（1956年、日活）
- 神阪四郎の犯罪（1956年、日活）
- 色ざんげ（1956年、日活）
- 青春をわれらに（1956年、日活）
- 雑居家族（1956年、日活）

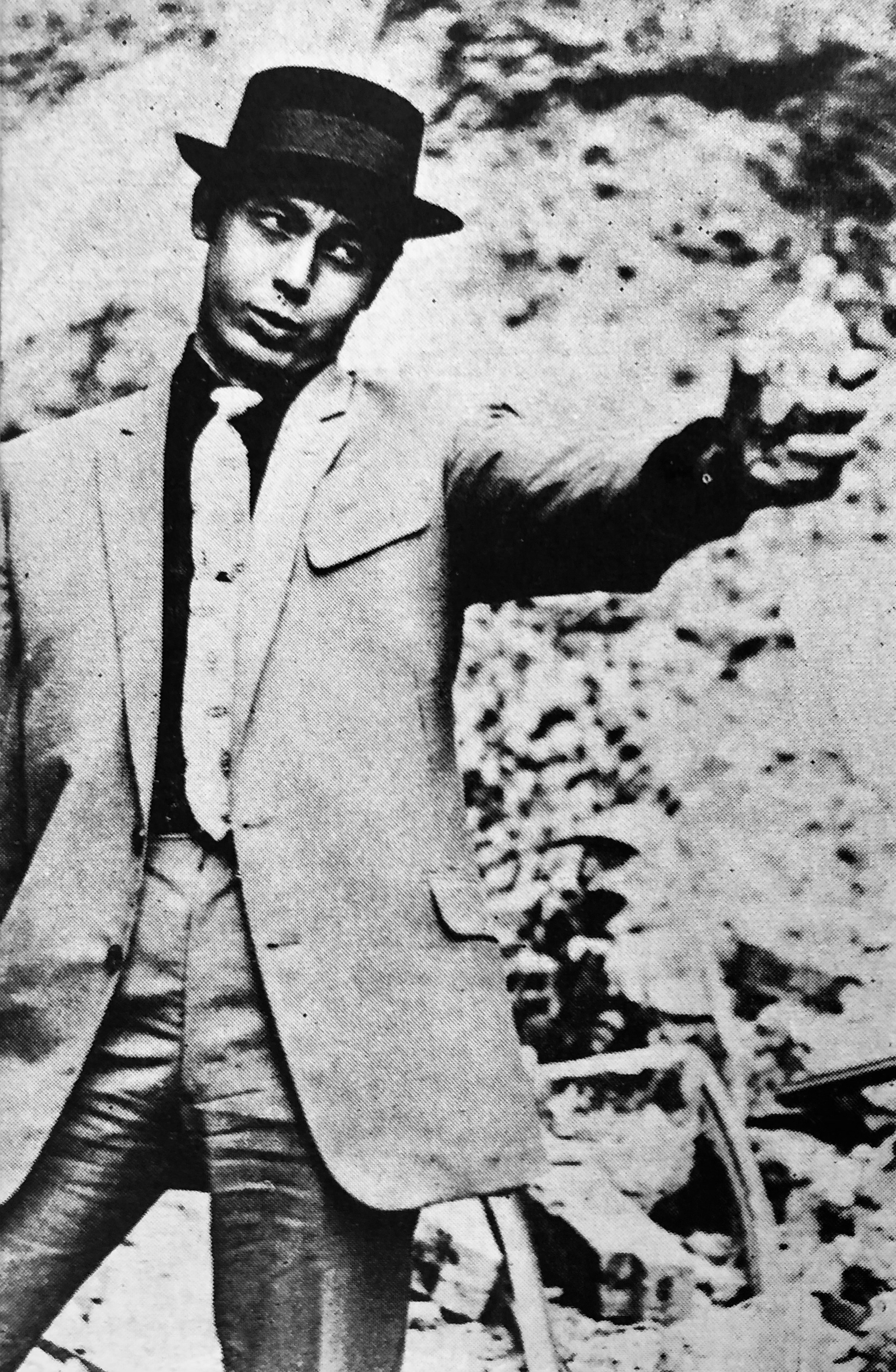
『渡り鳥いつまた帰る』（1960年）

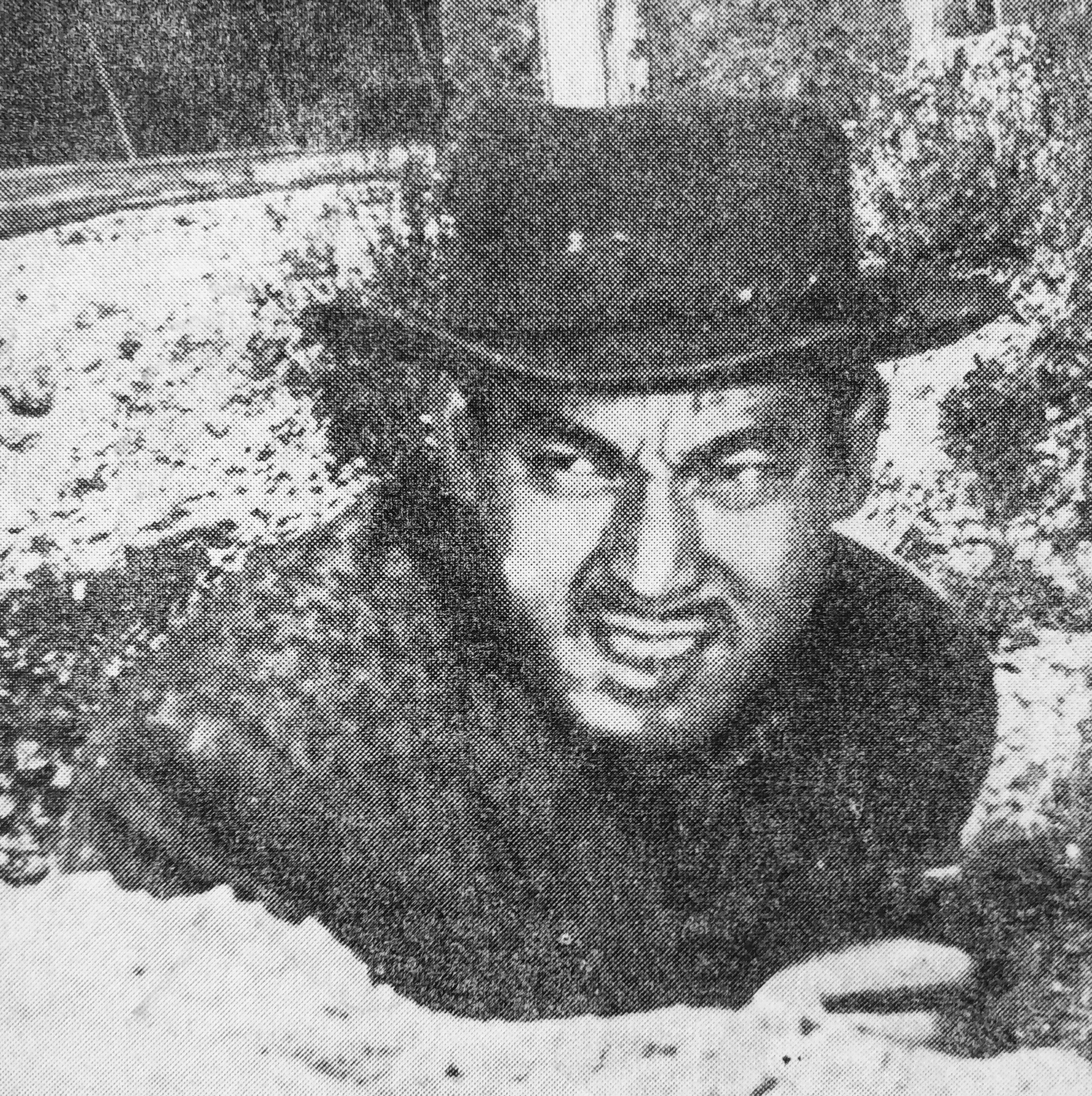
『大草原の渡り鳥』（1960年）

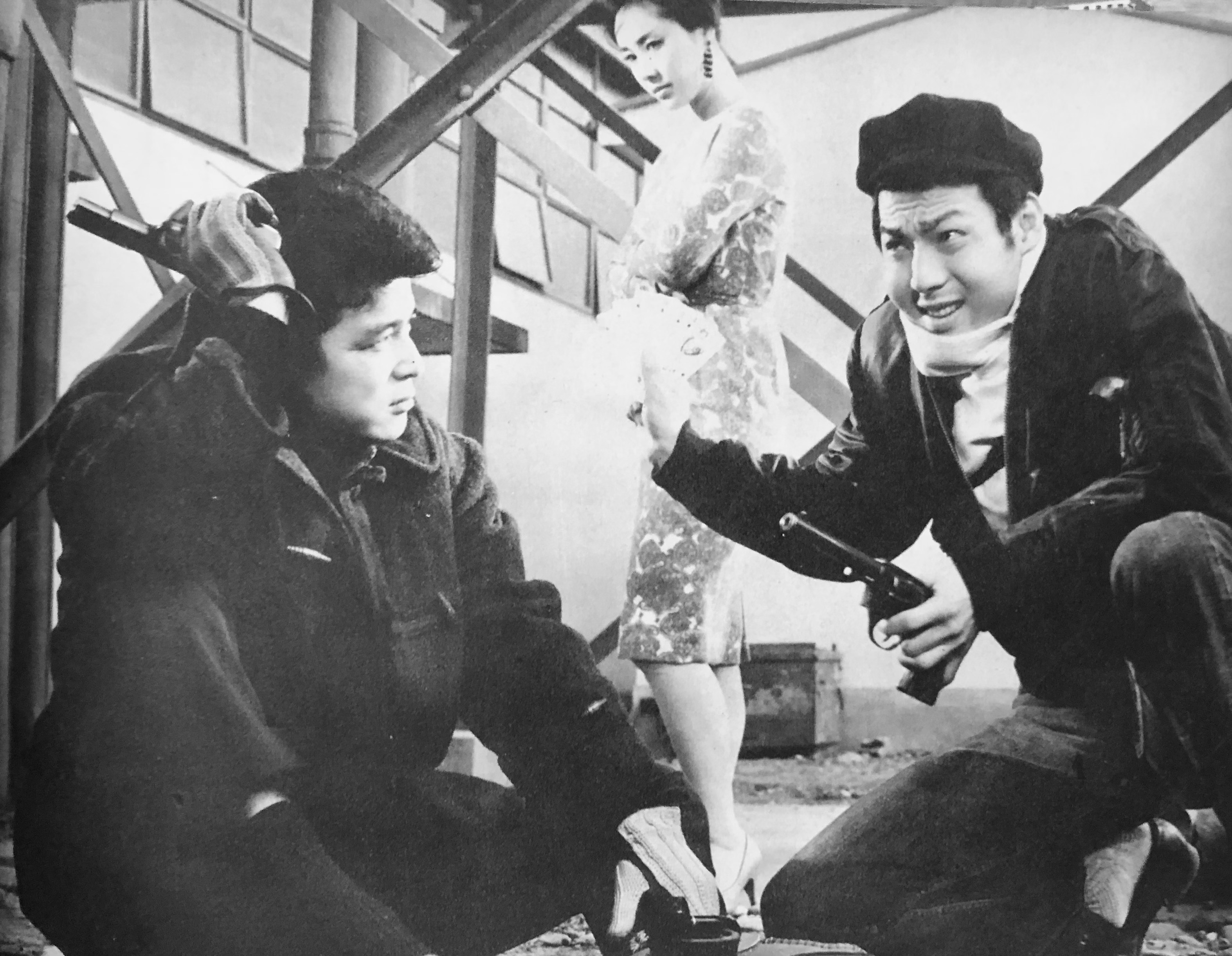
『ろくでなし稼業』 (1961年)

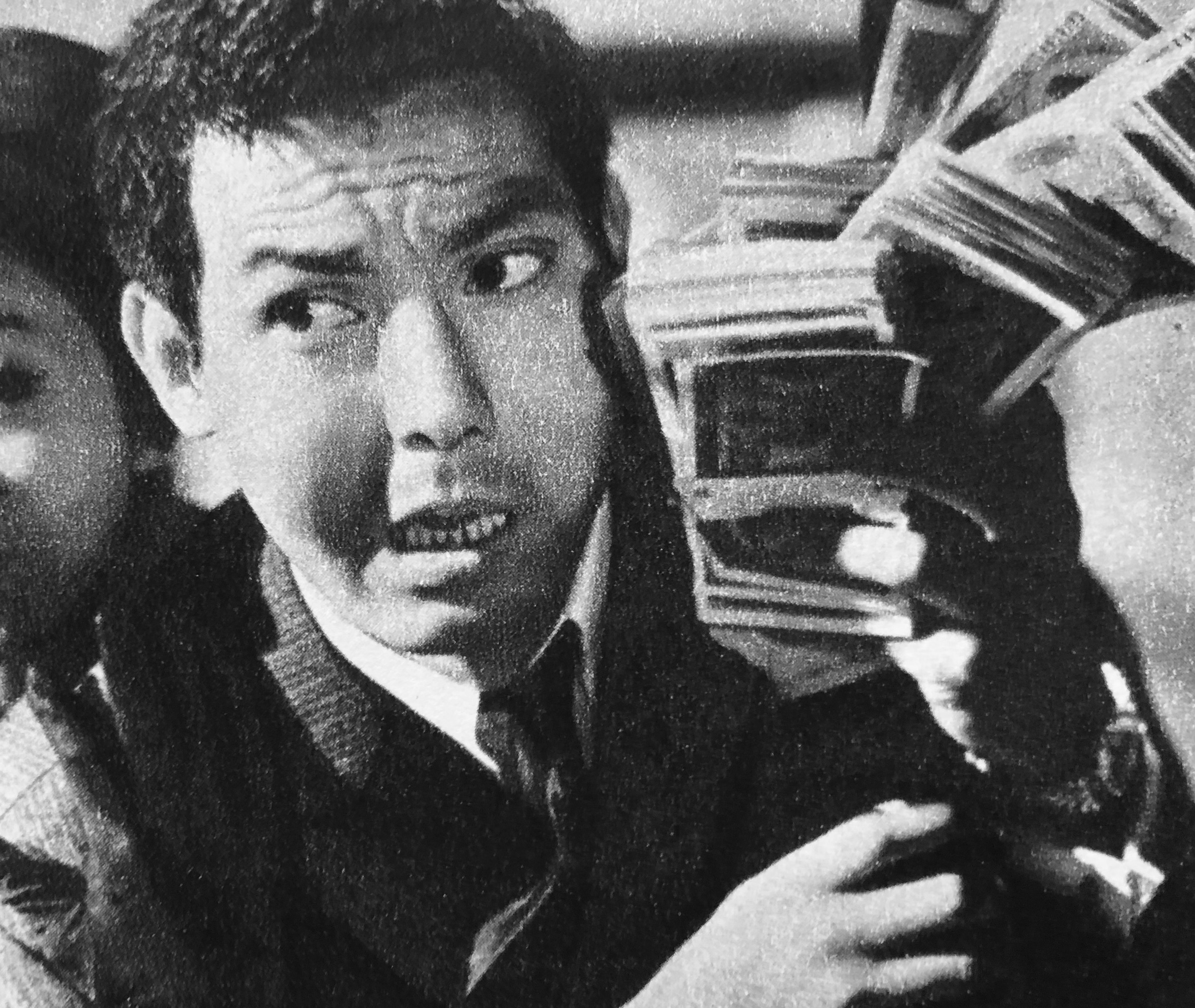
『現代悪党仁義』（1965年）

- 三橋美智也のおんな船頭唄（1956年、日活）
- しあわせはどこに（1956年、日活）
- 感傷夫人（1956年、日活）
- 若いお巡りさん（1956年、日活）
- 牛乳屋フランキー（1956年、日活）
- 川上哲治物語 背番号16（1957年、日活）
- 「廓」より 無法一代（1957年、日活）
- 勝利者（1957年、日活）
- 反逆者（1957年、日活）
- 狂った関係（1957年、日活）
- 誘惑（1957年、日活）
- 裸女と拳銃（1957年、日活）
- 燃える肉体（1957年、日活）
- 乳房と銃弾（1958年、日活）
- 美しき不良少女（1958年、日活）
- 錆びたナイフ（1958年、日活）
- 場末のペット吹き（1958年、日活）
- 死の壁の脱出（1958年、日活）
- 踏みはずした春（1958年、日活）
- 裸身の聖女（1958年、日活）
- 船方さんよ（1958年、日活）
- 太陽をぶち落とせ（1958年、日活）
- 未練の波止場（1958年、日活）
- 影なき声（1958年、日活）
- 俺らは流しの人気者（1958年、日活）
- 危険な群像（1958年、日活）
- 雑踏に光る眼（1959年、日活）
- 今日に生きる（1959年、日活）
- 傷つける野獣（1959年、日活）
- 拳銃0号（1959年4月28日、日活）
- 東京の孤独（1959年、日活）
- 街が眠る時（1959年、日活）
- 非情な銃弾（1959年、日活）
- 事件記者（1959年、日活）
- 海の罠（1959年、日活）
- 0番街の狼（1959年、日活）
- 東京警部（1959年、日活）
- 銀座旋風児（1959年、日活）
- 渡り鳥シリーズ
  - ギターを持った渡り鳥（1959年、日活）
  - 口笛が流れる港町（1960年、日活）
  - 渡り鳥いつまた帰る（1960年、日活）
  - 赤い夕陽の渡り鳥（1960年、日活）
  - 大草原の渡り鳥（1960年、日活）
  - 波濤を越える渡り鳥（1961年、日活）
- 銀座旋風児 黒幕は誰だ（1959年、日活）
- 昼下りの暴力（1959年、日活）
- 鉄火場の風（1960年、日活）
- 拳銃無頼帖シリーズ
  - 拳銃無頼帖 抜き射ちの竜（1960年、日活）
  - 拳銃無頼帖 電光石火の男（1960年、日活）
  - 拳銃無頼帖 不敵に笑う男（1960年、日活）
  - 拳銃無頼帖 明日なき男（1960年、日活）
  - 抜き射ちの竜 拳銃の歌（1964年、日活）
  - 拳銃無頼帖 流れ者の群れ（1965年、日活）
- 流れ者シリーズ
  - 海から来た流れ者（1960年、日活）
  - 海を渡る波止場の風（1960年、日活）
  - 南海の狼火（1960年、日活）
  - 大暴れ風来坊（1960年、日活）
  - 太平洋のかつぎ屋（1961年、日活）
- 稼業シリーズ
  - ろくでなし稼業（1961年、日活）
  - 用心棒稼業（1961年、日活）
  - 助っ人稼業（1961年、日活）
- 早射ち野郎（1961年、日活）
- 三つの竜の刺青（1961年、日活）
- 海の勝負師（1961年、日活）
- 赤い荒野（1961年、日活）
- ノサップの銃（1961年、日活）
- 俺は地獄へ行く（1961年、日活）
- 紅の銃帯（1961年、日活）
- 早討ち無頼 大平原の男（1961年、日活）
- メキシコ無宿（1962年、日活）
- 気まぐれ渡世（1962年、日活）
- 抜き射ち風来坊（1962年、日活）
- 大氷原（1962年、日活）
- ひとり旅（1962年、日活）
- 燃える南十字星（1962年、日活）
- 銃弾の嵐（1962年、日活）
- 硝子のジョニー 野獣のように見えて（1962年、日活）
- 危いことなら銭になる（1962年、日活）
- 危険な商売 鉛をぶちこめ（1962年、日活）
- 探偵事務所23シリーズ
  - 探偵事務所23 くたばれ悪党ども（1963年、日活）
  - 探偵事務所23 銭と女に弱い男（1963年、日活）
- 悪名高きろくでなし（1963年、日活）
- 野獣の青春（1963年、日活）
- 赤い靴とろくでなし（1963年、日活）
- 関東遊侠伝（1963年、日活）
- 虎の子作戦（1963年、日活）
- 遊侠無頼（1963年、日活）
- 地獄の祭典（1963年、日活）
- 東海遊侠伝（1964年、日活）
- 拳銃残酷物語（英語版）（1964年、日活）
- 人生劇場（1964年、日活）
- 河内ぞろ どけち虫（1964年、日活）
- 肉体の門（1964年、日活）
- 海賊船 海の虎（1964年、日活）
- 早射ちジョー 砂丘の決斗（1964年、日活）
- 河内ぞろ 喧嘩軍鶏（1964年、日活）
- 現代悪党仁義（1965年、日活）
- あばれ騎士道（1965年、日活）
- 河内ぞろ あばれ凧（1965年、日活）
- 命しらずのろくでなし（1965年、日活）
- 大日本殺し屋伝（1965年、日活）
- 三匹の野良犬（1965年、日活）
- 怪盗X 首のない男（1965年、日活）
- マカオの竜（1965年、日活）
- 男の紋章 竜虎無情（1966年、日活）
- 賭場の牝猫 捨身の勝負（1966年、日活）
- 日本仁侠伝 血祭り喧嘩状（1966年、日活）
- 夜霧の慕情（1966年、日活）
- 大悪党作戦（1966年、松竹大船）
- 骨まで愛して（1966年、日活）
- あなたの命（1966年、日活）
- 暗黒航路（1966年、日活）
- アジア秘密警察（1966年、日活）
- 拳銃は俺のパスポート（1967年、日活）
- 燃える雲（1967年、日活）
- 殺しの烙印（1967年、日活）
- 七人の野獣（1967年8月1日、日活）- 佐東
- みな殺しの拳銃（1967年、日活）
- 紅の流れ星（1967年、日活）
- 七人の野獣 血の宣言（1967年、日活）- ジョー
- 君は恋人（1967年、日活）
- 赤木圭一郎は生きている 激流に生きる男（1967年、日活）
- 東京市街戦（1967年、日活）
- 黄金の野郎ども（1967年、日活）
- 星影の波止場（1968年、日活）
- 縄張はもらった（1968年、日活）
- 魔性の女（1968年、アカデミー・プロ）
- 地獄の破門状（1969年、日活）
- 夜の牝 花と蝶（1969年、日活）
- やくざ渡り鳥 悪党稼業（1969年、日活）
- 博徒百人（1969年、日活）
- あらくれ（1969年、日活）
- 前科 ドス嵐（1969年、日活）
- 博徒百人 任侠道（1969年、日活）
- 傷害恐喝 前科十三犯（1969年、日活）
- 刺客列伝（1969年、日活）
- 嵐の勇者たち（1969年、日活）
- やくざの横顔（1970年、日活）
- 日本最大の顔役（1970年、日活）
- 捨て身のならず者（1970年、東映東京）
- ハレンチ学園シリーズ
  - ハレンチ学園（1970年、日東プロ＝ピロ企画）
  - ハレンチ学園 身体検査の巻（1970年、日活）
  - ハレンチ学園 タックルキスの巻（1970年、日活）
  - 新・ハレンチ学園（1971年、日活）
- 喜劇 女もつらいわ（1970年、新国劇映画）
- ズンドコズンドコ 全員集合!!（1970年、松竹大船）
- 網走番外地シリーズ（東映東京）
  - 新網走番外地 大森林の決斗（1970年）
  - 新網走番外地 嵐呼ぶダンプ仁義（1972年）
- 男の世界（1971年、石原プロ＝日活）
- 谷岡ヤスジのメッタメタガキ道講座（1971年、日活）
- おくさまは18才 新婚教室（1971年、東宝）
- 流血の抗争（1971年、日活）
- 極楽坊主（1971年、日活）
- 不良少女 魔子（1971年、日活）
- 初笑いびっくり武士道（1972年、松竹）
- 新兵隊やくざ 火線（1972年、勝プロ＝東宝）
- 高校生無頼控（1972年、国際放映＝東宝）
- 喜劇 ここから始まる物語（1973年、松竹）
- 三池監獄 兇悪犯（1973年、東映京都）
- 東京ド真ン中（1974年、松竹大船）
- 仁義なき戦いシリーズ（東映京都）
  - 仁義なき戦い 完結篇（1974年）
  - 新仁義なき戦い（1974年）
- 日本任侠道 激突篇（1975年、東映京都）
- 東京湾炎上（1975年、東宝映画＝東宝映像） - 小佐井機関長 役[24]
- 任侠外伝 玄海灘（1976年、唐プロ＝ATG）
- アラスカ物語（1977年、東宝）
- 悲愁物語（1977年、三協映画＝松竹）
- 俺の空（1977年、東宝＝東京ムービー新社）- 安田源次郎
- 仁義と抗争（1977年、東映京都）- 関川勝也
- BLACK JACK/瞳の中の訪問者（1977年、ホリ企画制作、手塚治虫の『ブラック・ジャック』の実写映画）
- 雲霧仁左衛門（1978年、松竹＝俳優座）- 富の市（鳥塚佐十郎）
- 看護婦のオヤジがんばる（1980年、近代映画協会）
- 土佐の一本釣り（1980年、松竹＝キティ・フィルム）
- ブルージーンズ メモリー（1981年、東宝映画）
- 北斎漫画（1981年、松竹）
- 転校生（1982年、日本テレビ＝日本ATG） - 斉藤孝造（一美の父）
- 化石の荒野（1982年、東映）
- 俺っちのウエディング（1983年、日本テレビ＝セントラル・アーツ）
- すかんぴんウォーク（1984年、渡辺プロ＝シネマハウト＝ニュー・センチュリー・プロデューサーズ）‐ 民川裕司 （吉川晃司）が勤めたヨットハーバー管理人 関川達也
- アゲイン（1984年、ニュー・センチュリー・プロデューサーズ＝キネマ旬報社）
- トロピカルミステリー 青春共和国（1984年、東宝）
- ユー★ガッタ★チャンス（1985年、渡辺プロ＝N・C・P＝シネマハウト）
- カリブ・愛のシンフォニー（1985年、東宝映画＝サンミュージック）
- みんなあげちゃう（1985年、にっかつ）
- ザ・サムライ（1986年、東映）
- テイク・イット・イージー（1986年、渡辺プロ＝ニュー・センチュリー・プロデューサーズ）
- 片翼だけの天使（1986年、ヘラルド・エース） - 歯科医
- 野ゆき山ゆき海べゆき（1986年、日本テレビ＝バップ） - 校長先生
- ボクの女に手を出すな（1986年、東映） - バー「ブッチ」のマスター
- 帝都物語（1988年、エクゼ） - 早川徳次
- この胸のときめきを（1988年、東映クラシックフィルム・ケントスムービーブラザーズ） - 源田先生
- マイフェニックス（1989年、東宝＝東急エージェンシー）
- 赤いカラスと幽霊船（1989年、横浜博覧会協会＝NHK）
- 君は僕をスキになる（1989年、東宝映画＝プルミエ・インターナショナル） - プルミエ化粧品社長
- のぞみ♡ウィッチィズ（1990年、エクセレント・クリエイティブ）
- ペエスケ ガタピシ物語（1990年、松竹）
- カンバック（1990年、ガッツエンタープライズ）
- ハネムーンは無人島（1991年、TBS＝ビッグバン）
- セイリング 海にはばたく（1992年、テレビ東京＝全国映画センター）
- ザ・ギャンブラー（1992年、にっかつ＝にっかつビデオ）- エースのジョー
- 落陽（1992年、にっかつ撮影所）
- 勝利者たち（1992年、円谷プロ＝東宝）
- 200X年・翔（1992年、中央宣興）
- 8マン すべて寂しいよるのために（1992年、リム出版）
- 私立探偵濱マイク
  - 我が人生最悪の時（1994年、フォーライフレコード＝映像探偵社）
  - 遥かな時代の階段を（1995年、フォーライフレコード＝映像探偵社）
  - 罠 THE TRAP（1996年、フォーライフレコード＝映像探偵社）
- 女ざかり（1994年、松竹＝テレビ東京＝アミューズ＝日本出版販売）
- 武闘派刑事 銀座警察（1994年、シネマパラダイス）
- 武闘派刑事2 HEART CRASH（1995年、シネマパラダイス）
- 復讐の帝王（1995年、シネマパラダイス）
- さすらいのトラブルバスター（1996年、松竹＝日本テレビ）
- 秋桜（1997年、映画『秋桜』製作委員会）- 白鶴総一郎
- 愛する（1997年、日活）
- 故郷（1999年、Mukai Production）
- 新極道渡世の素敵な面々 きりとりブルース（1999年、ムービーブラザース）
- 平成金融道 マルヒの女（2000年、ムービーブラザーズ）
- 借王７ -THE MOVIE 2000-（2000年、日活）- システム金融・向井グループ会長 向井郷太郎
- 「紅の拳銃」よ永遠に（2000年、日活芸術学院）
- ナトゥ 踊る!ニンジャ伝説（2000年、日本テレビ＝バップ＝マセキ芸能社）
- 溺れる魚（2001年、東映＝h.m.p.＝東映エージェンシー）
- 九州マフィア外伝（2001年、アーバンアクターズプロ）- 野村強
- 極道ジハード 〜聖戦〜 1（2002年、シネマパラダイス）
- 新・日本の首領（GPミュージアム）- 二代目辰野会会長 藤木一徹 
  - 新・日本の首領（2004年、GPミュージアム）
  - 新・日本の首領2（2004年、GPミュージアム）
  - 新・日本の首領3（2004年、GPミュージアム）
- 同窓會（2004年、向井プロ）
- 探偵事務所5（2005年、映像探偵社）
- 花と蛇2 パリ/静子（2005年、東映ビデオ＝東映） - 遠山隆義
- 天まであがれ!!（2006年、「天まであがれ!!」製作事業コンソーシアム、イエスビジョンズ）
- ケータイ刑事 銭形シリーズ（BS-i → BS-TBS）
  - ケータイ刑事 THE MOVIE バベルの塔の秘密〜銭形姉妹への挑戦状（2006年、BS-i）
  - ケータイ刑事 THE MOVIE2 石川五右衛門一族の陰謀〜決闘!ゴルゴダの森（2007年、BS-i）
  - ケータイ刑事 THE MOVIE3 モーニング娘。救出大作戦!〜パンドラの箱の秘密（2011年、BS-TBS）
- キサラギ（2007年、ショウゲート）
- 転校生-さよなら あなた-（2007年、角川映画） - 吉田義之丞（旅芸人一座座長）
- THE CODE/暗号（2009年）
- ヌードの夜/愛は惜しみなく奪う（2010年）- 山神直樹
- ファイナル・ジャッジメント（2012年6月、幸福の科学出版・日活） - ラオ・ポルト [注釈 6]

### テレビドラマ
- ダイヤル110番（1957年 - 1964年、日本テレビ）
- 見事な娘（1957年、日本テレビ）
- 人命（1957年、KRテレビ）
- 坊っちゃん（1957年、日本テレビ）
- 東芝日曜劇場（KRテレビ→TBS）
  - 鴎（1958年）
  - 清吉の女（1976年、毎日放送）
  - 新世界裏町・妹よ泣くな（1978年、毎日放送）
  - 通天閣横丁 たびだち（1979年、毎日放送）
  - うちの嫁さんちょっと秘密や（1981年、毎日放送）
  - 六十歳のシンデレラ（1990年）
- スリラー劇場（日本テレビ）
  - 狙われた女（1959年）
- 日産スター劇場（日本テレビ）
  - 今晩わドロボーです（1965年）
  - 美人にモテル方法（1966年）
  - おおわが悪妻（1966年）
  - お妾さん整理します（1966年）
  - マリア様と浪花節（1966年）
  - 夫が外で酒をのむとき（1966年）
  - 女の振り子が止まるとき（1966年）
  - おゝわが愚兄（1966年）
  - 花の新入社員（1967年）
  - 夫が突然消えるとき（1967年）
  - 男は女で勝負する（1967年）
  - 十年目の再会（1968年）
  - 奥さまはホステスがお嫌い（1968年）
- 宮本武蔵（1965年 - 1966年、日本テレビ）
- 判決（NET）
  - 第193話「失われた腕の痛み」（1966年）
- 特ダネ記者（1966年 - 1967年、日本テレビ）
- 眠狂四郎（1967年、フジテレビ）
- とく妻さん（1967年、日本テレビ）
- 近鉄金曜劇場（朝日放送）
  - 天まであがれ（1967年）
- 喜劇 はいから鯉さん（1967年、日本テレビ）
- 三匹の侍（フジテレビ）
  - 第5シリーズ 第9話「鶴之助参る」（1967年） - 関良白
  - 第5シリーズ 第24話「殺生封印切り」（1968年） - 玄海和尚
- みんな世のため（NET）
  - 鶴亀先生上京す（1967年）
- 百年目の田舎っぺ（1968年、TBS）
- 花くれないに（1968年、フジテレビ）
- 裸の町（1968年、NET）- 津上卓也
- 三人の母（1968年 - 1969年、TBS） - 金太
- お金がこわい!（1969年、TBS）
- もうれつ大家族（1969年、フジテレビ）
- キイハンター（TBS / 東映）
  - 第119話「殺人免許貸します」（1970年） - ゴロー
  - 第228話「女忍者対ギャング変身大作戦！」（1972年） - 鬼丸
- ザ・ガードマン 第310話「女子学園スキャンダル殺人」（1971年、TBS＝大映テレビ室） - 岡野学長
- プレイガールシリーズ （東京12チャンネル＝東映）
  - プレイガール
    - 第121話「夢を追う殺し屋」（1971年) - エースのジョー
    - 第141話「男殺し裸のハンター」（1971年） - エースのジョー
    - 第152話「女の寝技師」（1972年） - 伊井譲二
    - 第167話「男命を殺しに賭けて」（1972年） - 梶山丈二
    - 第181話「ヌードダンサー殺人事件」（1972年） - 伊井丈二
    - 第223話「女の鍵は夜開く」（1973年） - ロックのジョー

  - プレイガールQ 第50話「女の魔性は花ひらく」(1975年） - 白石哲男
- 天下御免（1971年、NHK総合）
- ターゲットメン 第5話「こぶら男の大逆襲」（1971年、NET＝東映）
- 荒野の素浪人 第3話「必殺 帰らざる街道」（1972年、NET＝三船プロ) - 熊木鉄心
- 太陽にほえろ!（日本テレビ / 東宝）
  - 第39話「帰って来た裏切り者」（1973年） - 白木剛
  - 第117話「父と子の再会」（1974年） - 梶大作
  - 第489話「帰って来たボス -クリスマスプレゼント-」（1981年） - 赤沢警部
- ぶらり信兵衛 道場破り 第3話「大当り千両長屋」（1973年、フジテレビ＝東映）
- 大河ドラマ（NHK総合）
  - 国盗り物語（1973年） - 柴田勝家
  - 勝海舟（1974年） - 山岡鉄太郎
  - 風と雲と虹と（1976年） - 鹿島玄道
  - 武田信玄（1988年） - 原虎胤
  - 秀吉（1996年） - 本多正信
  - 葵 徳川三代（2000年） - 本多忠勝
  - 天地人（2009年） - 直江景綱
- 電撃!! ストラダ5（1974年、NET＝日活） - 高村輝次郎
- 特捜記者 第20話「帝国陸軍ラッパ集」（1974年、フジテレビ=松竹）
- おしどり右京捕物車 第25話「櫛」（1974年、朝日放送＝松竹） - 風間源十郎
- 夜明けの刑事 第14話「理由あるプレイボーイ」（1975年、TBS＝大映テレビ）
- TOKYO DETECTIVE 二人の事件簿 第7話「戦後30年の逆さ吊り」（1975年、朝日放送＝大映テレビ）
- 大都会 闘いの日々（1976年、日本テレビ＝石原プロ） - 毎朝新聞社・松川
- 愛のサスペンス劇場 愛が見えますか…（1976年、日本テレビ＝東京映画） - 花松
- 必殺シリーズ（朝日放送＝松竹）
  - 必殺仕業人 第3話「あんたあの娘をどう思う」（1976年） - 花輪東十郎
  - 必殺仕事人ワイド 大老殺し（1987年） - 久蔵
- ベルサイユのトラック姐ちゃん 第3話「ベルトラ姐ちゃん大進撃!」（1976年、NET＝東映） - 石橋警部
- 河内まんだら（1977年、NHK総合） - 総十郎
- 華麗なる刑事 第15話「暴走! 父ちゃんのダンプ」（1977年、フジテレビ＝東宝） - 小山ゲンジ
- 大都会 PARTII 第45話「白昼の市街戦」（1978年、日本テレビ＝石原プロ） - 針尾組長
- 大追跡（1978年、日本テレビ＝東宝）
  - 第1話「ハイエナが集まった」
  - 第8話「必死の追走」
- オレの愛妻物語（1978年、日本テレビ＝ユニオン映画） - 倉田寅男
- スターウルフ（1978年、よみうりテレビ＝円谷プロ） - キャプテン・ジョウ
- ゆうひが丘の総理大臣（1978年、日本テレビ＝ユニオン映画） - 東剛教頭
- 木曜座
  - あした泣く（1978年、TBS）
- 熱中時代シリーズ（日本テレビ＝ユニオン映画）
  - 熱中時代・刑事編（1979年） - 菅谷一平刑事
  - 熱中時代 第2シリーズ  - 父親・藤森忠次
    - 第14話「北野先生をやめさせないで」（1980年）
    - 第26話「サギ師と裸の王様」（1981年）
    - 第36話「熱中先生と生徒会長」（1981年）
- あさひが丘の大統領（1979年 - 1980年、日本テレビ＝ユニオン映画） - 高岩巌
- 手錠をかけろ! 第2話「ハードパンチャー強盗事件 -伊勢志摩-」（1979年、フジテレビ＝国際放映）
- ぼくら野球探偵団（1980年、東京12チャンネル＝円谷プロ） - 荒名堂郎警部
- 猿飛佐助（1980年、日本テレビ＝国際放映） - 三好清海入道
- ぼくとマリの時間旅行（1980年、NHK総合） - ムタイ所長
- 旅がらす事件帖 第19話「道中奉行を殺せ!」（1981年、関西テレビ） - 山崎九兵衛
- プロハンター（1981年、日本テレビ＝セントラル・アーツ） - 菊島雄三
- クルクルくりん（1984年、フジテレビ） - 東森くりんの父
- 西部警察 PART-III 第68話「愛の旅立ち」（1984年、テレビ朝日=石原プロ） - 大河内
- ママ、大変だァ!（1985年、テレビ朝日）
- あぶない刑事 第13話「追跡」（1986年、日本テレビ=セントラル・アーツ） - 沢村
- 黒い仮面の美女 江戸川乱歩の『凶器』（1987年、テレビ朝日＝松竹） - 佐藤猛雄
- 連続テレビ小説（NHK総合）
  - 君の名は（1991年） - 角倉勘次
  - 走らんか!（1995年）
  - 甘辛しゃん（1997年） - 恩田慎作
- 静かなるドン（1994年、日本テレビ） - 大久保竜造
- 名古屋お金物語（1995年、NHK総合） - 森谷考輔
- 鬼平犯科帳 第6シリーズ 第7話「のっそり医者」（1995年、フジテレビ＝松竹） - 荻原宗順
- お嬢様は名探偵（1998年、NHK総合）
- 勇気をだして（1998年、TBS）
- 遠い親戚 近くの他人?（1999年、NHK総合）
- 億万長者と結婚する方法（2000年、日本テレビ） - 金丸有造
- 金田一少年の事件簿 第3シーズン 第8・9話「露西亜人形殺人事件」（2001年、日本テレビ） - 田代富士夫
- アートの遺伝子Z（2001年、日本テレビ）
- 剣客商売4 第2話「約束金二十両」 （2003年、フジテレビ＝松竹） - 平内太兵衛
- 月曜ドラマシリーズ「ねばる女」（2004年、NHK総合） - 根本元治
- ダイヤモンドの恋（2005年、NHK総合） - 田端廉太郎
- 新はんなり菊太郎（2007年、NHK総合） - 田村次右衛門
- キイナ〜不可能犯罪捜査官〜 第8回（2009年3月、日本テレビ）

### Vシネマ
- ネオチンピラ 鉄砲玉ぴゅ〜（1990年、東北新社＝東映ビデオ）- 水田順一
- コードネーム348 女刑事 サシバ（1990年、原作：篠原とおる、SHVシネマ第1回作品、松竹ビデオ事業部＝獅子プロ）
- 野獣駆けろ（1990年、東映ビデオ） - 佐伯
- 汚れし者の伝説（1991年、日本ビデオ映画）
- ネオチンピラ 続・鉄砲玉ぴゅ〜（1991年、東映ビデオ）
- 神様のピンチヒッター（1991年、にっかつビデオ）
- DANGER POINT 地獄への道（1991年、東映ビデオ）
- 狼たちの賭け JACK KNIFE（1993年、東映ビデオ） - 平田(ジャズピアニスト)
- 雀鬼3 治外法権麻雀（1994年、竹書房）鈴銀グループ会長 鈴木銀次郎
- 組織暴力 流血の抗争2（1999年、東映ビデオ） - おでん屋台の主人
- 日本極道史 仁義絶叫 シリーズ（1999年・2000年、シネマパラダイス/SHV） - 天馬大瀬組組長 大瀬直次郎 
  - 日本極道史 仁義絶叫（1999年1月）
  - 日本極道史 仁義絶叫2 修羅の仁義（1999年8月）
  - 日本極道史 仁義絶叫3 仁義関東嵐（1999年9月）
  - 日本極道史 仁義絶叫4 仁義の挽歌（2000年2月）
- 渋谷ミッドナイト・ウォー 暗黒街（2001年、ミュージアム） - 神尾重光の実父
- 誇り高き野望 1 - 5（2005年、2006年 アネック） - 森田組 徳丸房次郎

### 舞台
- 「サーカス殺人事件」
- 「リリーとリリー」
- 「シュガー」
- 「マジック狂時代」
- 「馬喰一代」
- 「花咲ける騎士道」

### 劇場アニメ
- カッパの三平（1993年、にっかつ児童映画＝ロマン企画＝にっかつビデオ） - 一角鬼 役 ※特別出演

### 吹き替え

#### 担当俳優
- デニス・ウィーヴァー 
  - 警部マクロード（サム・マクロード）
  - 激突!（デイヴィッド・マン）
  - 少年探偵 ハーディー・ボーイズ（本人役）
  - 遥かなる西部/わが町センテニアル（R・J・ポティート）
- バート・ランカスター 
  - OK牧場の決斗（ワイアット・アープ）
  - プロフェッショナル（ビル・ダルワース）
  - 真紅の盗賊（ヴァロ船長）

#### 映画
- 戦略大作戦（オッドボール軍曹/ドナルド・サザーランド）[注釈 7]

#### ドラマ
- B.L.ストライカーシリーズ（B.L.ストライカー/バート・レイノルズ）

### バラエティ
- 遊々専科（NHK総合）
- なんでもやりまショー（日本テレビ）
- 愛情ゼミナール（フジテレビ、月曜日）
- お昼のゴールデンショー（フジテレビ）
- にっぽんの歌（NET）
- 元祖どっきりカメラ（日本テレビ）※司会者。
- 巨泉・前武ゲバゲバ90分!（日本テレビ）
- カリキュラマシーン(日本テレビ）
- くいしん坊!万才（フジテレビ）※4代目くいしん坊レポーター。
- 午後は○○おもいッきりテレビ（日本テレビ）
- SHARPワールドクイズ・カンカンガク学（日本テレビ）
- それいけ!実験クイズ（フジテレビ）
- つるまげどん（MBS）
- バリキン7 賢者の戦略（TBS）※大魔王ゾナバウト 役。
- 3000万円クイズ（フジテレビ）

### ラジオ
- ヤングパンチシリーズ（1968年、東京放送【現：TBSラジオ】）[26]
- わが人生に乾杯! （2010年1月21日、NHKラジオ第1放送）

### CM
- 霧島酒造 焼酎 くつろぎの霧島（1984年）
- 資生堂 男性用化粧品 -『プロ野球ニュース』で長年インフォマーシャルを担当していた
- プリンス・ライター
- 太田胃散
- 日産・サニー
- 明星食品 ラーメンめん吉（一家で出演）
- セブンイレブン
- ジャノメミシン
- トヨタ・セリカ
- トヨタL&F
- フランソア熟麗
- ミズノ ゴルフ300R
- 旭松食品 こうや豆腐
- パナソニック （ナショナル）充電ゾリット・電動ひげ剃り

### その他
- アートの遺伝子Z（日本テレビ）
- カリキュラマシーン（日本テレビ）
- ケーキーズお菓子抗争（テレビ東京）
- ウルフルズ「かわいいひと」のPVにゲスト出演 ※1997年10月8日に発売されたウルフルズ15枚目のシングル

## 著作
- シシド 小説・日活撮影所
単行本：2001年・新潮社 ISBN 9784104443017、文庫版：2012年・角川文庫 ISBN 9784041005606
- シシド 完結編 小説・日活撮影所
単行本：2012年・角川書店 ISBN 9784041103401